# Marquesado de Valmar
El marquesado de Valmar es un título nobiliario español creado por el rey Alfonso XII en favor de Leopoldo Augusto de Cueto y Ortega, ministro de Estado, embajador y diputado a Cortes, mediante real decreto del 13 de febrero de 1877 y despacho expedido el 20 de junio del mismo año.

## Marqueses de Valmar
|                          | Titular                                       | Periodo                  |
| Creación por Alfonso XII | Creación por Alfonso XII                      | Creación por Alfonso XII |
| ------------------------ | --------------------------------------------- | ------------------------ |
| I                        | Leopoldo Augusto de Cueto y Ortega            | 1877-1901                |
| II                       | Flavia García de Cueto y Fernández de Cáceres | 1901-1904                |
| III                      | Alberto de Fuentes Bustillo y Cueto           | 1905-¿?                  |
| IV                       | Isabel Llorens y Fuentes-Bustillo             | 1917-¿?                  |
| V                        | Joaquín de Yturralde Llorens                  | 1998-hoy                 |

## Historia de los marqueses de Valmar
- Leopoldo Augusto de Cueto y Ortega (Cartagena, Murcia, 16 de junio de 1815-Madrid, 20 de enero de 1901), I marqués de Valmar, embajador y diplomático, secretario general del Liceo Artístico y Literario (1839), consejero de Estado (1863), senador vitalicio (1864), miembro de la Real Academia Española y de la de Bellas Artes de San Fernando, gran cruz de la Orden de Isabel la Católica, de la del Cristo de Portugal, de la de San Mauricio y la de San Lázaro de Italia, la de San Estanislao de Rusia y la del Águila Roja de Prusia, comendador de la legión de honor de Francia y del Dannobrog de Dinamarca.[3]

Casó el 1 de junio de 1836, según algunas fuentes, con María del Amparo Fernández de Cáceres y González de Quintanilla (n. 1809), boda que se ratificó civilmente el 9 de junio de 1840 en el registro de la prefectura del departamento del Sena. En 1901 le sucedió su hija:
- Flavia García de Cueto y Fernández de Cáceres (Ruan, Francia, 27 de octubre de 1838-Madrid, 19 de marzo de 1904), II marquesa de Valmar.[3]

Casó con Joaquín de Fuentes-Bustillo y Arrieta, presidente de sala de la Audiencia de Manila. En 1905 le sucedió su hijo:
- Alberto de Fuentes Bustillo y Cueto (n. 19 de abril de 1860), III marqués de Valmar, capitán de ingenieros.[1]

Casó con Isabel Nieulant y Altuna, XV marquesa de Villamagna, X marquesa de Gelo, grande de España y dama noble de la Orden de María Luisa. El 20 de noviembre de 1917 le sucedió su nieta, hija de Amparo de Fuentes-Bustillo y Nieulant, XVII marquesa de Villamagna etc., y su esposo Miguel Llorens y Colomer.
- Isabel Llorens y Fuentes-Bustillo, IV marquesa de Valmar.

Casó con Joaquín de Yturralde y de Orbegoso. El 3 de septiembre de 1998, tras solicitud cursada por Joaquín de Yturralde Llorens y su hermana Isabel el 31 de julio de 1996 (BOE del 26 de septiembre) y orden del 28 de julio de 1998 para que se expida la correspondiente carta de sucesión en favor del primero (BOE del 18 de agosto), le sucedió su hijo:
- Joaquín de Yturralde Llorens, V marqués de Valmar.